# Сон Сокку
Сон Сокку (кор. 손석구?, 孫錫久?; род. 7 февраля 1983 года, Тэджон, Республика Корея) — южнокорейский актёр. Он получил признание за свои роли в телесериалах «Супружеский хаос» (2018), «Последний кандидат: 60 дней» (2019), «Охотник за дезертирами» (2021–2023), «Мой дневник освобождения» (2022) и «Парадокс убийцы» (2024), а также в фильмах «Ничего серьёзного» (2021) и «Криминальный город 2» (2022).
Номинант трёх самых престижных южнокорейских премий: телепремии «Голубой дракон», «Большой колокол» и «Пэксан».

## Ранняя жизнь и образование
Сон родился 7 февраля 1983 года в Тэпхён-доне, район Чунг-гу, Тэджон, Республика Корея. В начале средней школы он начал учиться за границей и продолжил образование в Канаде и США. В Школе Чикагского института искусств он изучал визуальное искусство и кино, мечтая стать режиссёром документального кино.
В 2005 году, во время обязательной военной службы, он добровольно присоединился к подразделению Зайтун, контингенту армии Республики Корея, который выполнял миротворческие и восстановительные миссии в Ираке, пострадавшем от войны.

## Карьера
Сон начал свою актёрскую карьеру с небольшой роли в фильме 2014 года «Невинная Скарлет» и появился в фильмах «Чёрный камень» (2016), «Восьмое чувство» (2017) и «Мать» (2018).
Его популярность начала расти после главной роли в романтической комедийной драме KBS2 «Супружеский хаос» (2018) и роли второго плана в политическом триллере tvN «Последний кандидат: 60 дней» (2019).
В 2021 году он сыграл капитана Им Чжи Сопа в сериале Netflix «Охотник за дезертирами» (2021). В том же году он исполнил главную роль в романтическом фильме «Ничего серьёзного». Сон дебютировал как режиссёр с короткометражным фильмом Watcha «Без рамок — повтор» (2021).
В 2022 году Сон снялся в драме JTBC «Мой дневник освобождения». Его исполнение роли мистера Гу, замкнутого алкоголика, заслужило похвалу критиков и зрителей, и он занимал первое место в рейтинге популярности актёров драмы в течение пяти недель подряд. В том же году он сыграл роль злодея Кан Хэ Суна в криминальном боевике «Криминальный город 2», который стал самым кассовым фильмом 2022 года в Южной Корее, собрав 12 миллионов билетов. Успех проектов 2022 года повысил его популярность и признание.

## Фильмография

### Кино
| Год  | Название             | Роль                 | Примечания             | Ист.                 |
| ---- | -------------------- | -------------------- | ---------------------- | -------------------- |
| 2014 | Невинная Скарлет     | Прихвостень казино 2 | Небольшая роль         |                      |
| 2016 | Чёрный камень        | Первый лейтенант     | Независимый фильм      |                      |
| 2017 | Свадьба              | Сон Хун              | Короткометражный фильм |                      |
| 2019 | Дорожные детективы   | Ки Тхэ Хо            |                        | [ 15 ]               |
| 2019 | Девушка из Шимчунга  | Доктор               |                        |                      |
| 2021 | Ничего серьёзного    | Пак У Ри             |                        | [ 16 ] [ 17 ]        |
| 2021 | Без рамок – повтор   | Режиссер, сценарист  | Короткометражный фильм | [ 18 ] [ 19 ] [ 20 ] |
| 2022 | Криминальный город 2 | Кан Хэ Сан           |                        | [ 21 ]               |
| 2023 | Всё в порядке!       | Дон Ук               | Специальное появление  | [ 22 ]               |
| 2024 | Фабрика троллей      | Им Сан Чжин          |                        | [ 23 ]               |
| TBA  | Вирус                | Нам Су Пиль          | Специальное появление  | [ 24 ]               |
| TBA  | Dreams               | Дон Ук               |                        |                      |

### Телевидение
| Год  | Название                                  | Роль                   | Примечания                            | Ист.   |
| ---- | ----------------------------------------- | ---------------------- | ------------------------------------- | ------ |
| 2016 | Похищение члена законодательного собрания | Подчиненный Санчоля    | special drama                         |        |
| 2018 | Мать                                      | Соль Ак                |                                       |        |
| 2018 | Форс-мажоры                               | Дэвид Ким              |                                       |        |
| 2018 | Супружеский хаос                          | Ли Чан Хен             |                                       |        |
| 2019 | Последний кандидат: 60 дней               | Ча Ен Чжин             |                                       |        |
| 2019 | Особенности мелодрамы                     | Ким Сан Су             | специальное появление (эп. 10, 12–16) | [ 25 ] |
| 2021 | Чирисан                                   | Лим Чхоль Кен          | специальное появление (эп. 6)         | [ 26 ] |
| 2022 | Мой дневник освобождения                  | Мистер Гу (Гу Чжа-Ген) |                                       | [ 27 ] |
| 2025 | Прекраснее чем небеса                     | Ко Нак Джун            |                                       | [ 28 ] |

### Веб-сериалы
| Год       | Название               | Роль         | Примечания | Ист.          |
| --------- | ---------------------- | ------------ | ---------- | ------------- |
| 2017      | Восьмое чувство        | Детектив Мун | 2 сезон    |               |
| 2021–2023 | Охотник за дезертирами | Им Джи Соп   | 1-2 сезон  | [ 29 ] [ 30 ] |
| 2022–2023 | Казино                 | О Сын Хун    |            | [ 31 ] [ 32 ] |
| 2024      | Парадокс убийцы        | Чан Нан Ган  |            | [ 33 ] [ 34 ] |
| 2025      | Девятый пазл           | Ким Хан Саем |            | [ 35 ]        |

### Музыкальные видео
| Год  | Название песни | Артист | Ист. |
| ---- | -------------- | ------ | ---- |
| 2019 | «Alone» (혼자) | Gummy  |      |

### Театр
| Год  | Русское           | Корейское название | Роль      | Ист.   |
| ---- | ----------------- | ------------------ | --------- | ------ |
| 2023 | Армия над деревом | 나무 위의 군대     | Recruiter | [ 36 ] |

## Награды и номинации
| Награда                                   | Год  | Категория                                 | Номинант / Работа                                 | Результат    | Ист.   |
| ----------------------------------------- | ---- | ----------------------------------------- | ------------------------------------------------- | ------------ | ------ |
| APAN Star Awards                          | 2022 | Выдающиеся достижения, актер мини-сериала | Мой дневник освобождения                          | Номинация    | [ 37 ] |
| APAN Star Awards                          | 2022 | Популярная звезда, актёр                  | Мой дневник освобождения                          | Номинация    | [ 38 ] |
| APAN Star Awards                          | 2022 | Лучшая пара                               | Сон Сокку (с Ким Дживон) Мой дневник освобождения | Номинация    | [ 38 ] |
| Премия «Пэксан»                           | 2019 | Лучший актёр-новичок — кино               | Дорожные детективы                                | Номинация    | [ 39 ] |
| Премия «Пэксан»                           | 2019 | Лучший актёр-новичок — телевидение        | Супружеский хаос                                  | Номинация    | [ 40 ] |
| Премия «Пэксан»                           | 2023 | Лучшая мужская роль — телевидение         | Мой дневник освобождения                          | Номинация    | [ 41 ] |
| Телепремия «Голубой дракон»               | 2022 | Лучший мужская роль второго плана         | Охотник за дезертирами                            | Номинация    | [ 42 ] |
| Brand of the Year Awards                  | 2022 | Лучшая мужская роль                       | Сон Сокку                                         | Победа       | [ 43 ] |
| Buil Film Awards                          | 2022 | Лучший актёр-новичок                      | Криминальный город 2                              | Номинация    | [ 44 ] |
| Chunsa Film Art Awards                    | 2022 | Лучший мужская роль второго плана         | Криминальный город 2                              | Номинация    | [ 45 ] |
| Director's Cut Awards                     | 2022 | Лучший новый актер в кино                 | Ничего серьёзного                                 | Номинация    | [ 46 ] |
| Кинопремия «Большой колокол»              | 2022 | Лучший мужская роль второго плана         | Криминальный город 2                              | Номинация    | [ 47 ] |
| KBS Drama Awards                          | 2018 | Лучший актёр-новичок                      | Форс-мажоры, Супружеский хаос                     | Номинация    | [ 48 ] |
| Kinolights Awards                         | 2022 | Актёр года (отечественный)                | Криминальный город 2, Мой дневник освобождения    | Второе место | [ 49 ] |
| Korean Association of Film Critics Awards | 2022 | Лучший актёр-новичок                      | Криминальный город 2                              | Победа       | [ 50 ] |